# Кременецкая, Агриппина Викторовна
Агриппи́на Ви́кторовна Кремене́цкая (1903, Исса, Пензенская губерния — 27 марта 1985, Москва) — советский библиограф, Заслуженный работник культуры РСФСР.

## Биография
Родилась в 1903 году в Иссе. После окончания средней школы переехала в Москву и поступила на краткосрочные Московские курсы иностранных языков имени Г. В. Чичерина, после их окончания в 1936 году устроилась на работу в ГПНТБ и проработала до самой смерти. Там она занимала должность сначала библиографа, а затем и заместителя директора. В годы ВОВ она организовала и руководила реферативным информированием руководящего состава Совнаркома, впоследствии руководила информированием руководящего состава министерств и ведомств.
Скончалась 27 марта 1985 года в Москве.

## Научные работы
Основные научные работы посвящены библиографии. Автор ряда научных работ, книг и методических пособий.